# Кевин Кејдиш
Кевин Кејдиш (енгл. Kevin Kadish; Балтимор, 1971) амерички је текстописац и музички продуцент. Коаутор је и продуцент мултиплатинастог сингла All About That Bass Меган Трејнор из 2014. који је осам недеља био на 1. месту листе Билборд хот 100, поставши друга најпродаванија песма исте године у Аустралији и осма најпродаванија у Немачкој и Уједињеном Краљевству. Сигнл је номинован на 57. додели музичких награда Греми: за запис године и песму године.

## Синглови
Списак синглова на којима је Кевин радио:
- Whiskey Glasses — Морган Волен
- All About That Bass — Меган Трејнор
- Lips Are Movin — Меган Трејнор
- Dear Future Husband — Меган Трејнор
- Stuck — Стејси Орико
- (There's Gotta Be) More to Life — Стејси Орико
- Wordplay — Џејсон Мраз
- Geek in the Pink — Џејсон Мраз
- Bring on the Love — Колдвотер Џејн
- Dumb Girls — Луси Вудвард
- Let Down — Биф Нејкед
- Open Wounds — Скилет
- Flawed Design — Стабило
- Who We Are — Хоуп Партлоу
- Pumpkin Pie — Еван Тобенфелд
- Cheater of the Year — Еван Тобенфелд
- The Real — Неверделес
- Live Like We're Alive — Неверделес
- Stand Up — Фајерфлајт
- Try Try Try — Мајкл Сквајер
- Best Years of Our Lives — Еван Т. и Аврил Лавињ
- Take A Hint — глумци серије Викторијус (feat. Викторија Џастис и Елизабет Гилис) — (Никелодион/Сони) — текстописац
- Spite — Чарм сити девилс — (Ај-Ел-Џи/Ворнер брос.) — текстописац
- Start It Up — Чарм сити девилс — (Ај-Ел-Џи/Ворнер брос.) — текстописац
- Where’s the Party — Џенили Рејес (Shake It Up: Live 2 Dance) — (Дизни) — текстописац и продуцент